# 前756年
| 千纪： | 前1千纪 |
| 世纪： | 前9世纪 \| 前8世纪 \| 前7世纪 |
| 年代： | 前780年代 \| 前770年代 \| 前760年代 \| 前750年代 \| 前740年代 \| 前730年代 \| 前720年代 |
| 年份： | 前761年 \| 前760年 \| 前759年 \| 前758年 \| 前757年 \| 前756年 \| 前755年 \| 前754年 \| 前753年 \| 前752年 \| 前751年                                                                                      |
| 纪年： | 乙酉年（雞年）；周平王十五年；周攜王十五年；魯惠公十三年；齊莊公三十九年；晉文侯二十五年；秦文公十年；楚霄敖二年；宋武公十年；衛莊公二年；陳平公二十二年；蔡戴侯四年；曹桓公元年；鄭武公十五年；燕鄭侯九年 |

## 大事記
- 秦國作鄜畤，祭白帝。[1]